# エドワード・アップルトン
エドワード・ヴィクター・アップルトン（Sir Edward Victor Appleton, 1892年9月6日 - 1965年4月21日）は、イギリスの物理学者である。無線電波を反射する電離層までの距離をはかる実験に成功した。1947年のノーベル物理学賞の受賞者である。

## 生涯
アップルトンは、ウェスト・ヨークシャーのブラッドフォードで生まれ、ケンブリッジ大学のセント・ジョンズ・カレッジで学んだ。第一次世界大戦で召集された後、キャベンディッシュ研究所で働き、1924年には電離層までの距離をはかる実験に成功した。1924年から1936年までロンドン大学で物理学の教授を務め、その後 1939年までケンブリッジ大学で自然哲学 (自然科学) の教授を務めた。1927年には王立協会フェローに選出された。1948年からエディンバラ大学の学長に就任し、電離大気に関するアップルトン・ハートレーの式にも名を残している。

## 業績
1901年のグリエルモ・マルコーニの大西洋を越えた無線通信の成功は、直進すべき電波が実際には直進せずに地球に沿って伝わっていくことを示したもので、1902年にはオリヴァー・ヘヴィサイドやアーサー・ケネリーによって大気層上部に電波を反射する層があるという予想が発表された。1924年のアップルトンの実験は電離層の存在を証明するとともに、その層までの距離を測ったものである。地表100kmのケネリー・ヘビサイド層（E層）の存在を確認し、1926年にはさらに地表200から300kmに電離層アップルトン層（F層）があることも確認された。ボーンマスのBBC放送の発振機からの電波をケンブリッジの近くで受信し、直接届いた電波と電離層での反射した電波の干渉波形を調べることにより、電離層までの距離を計算した。

## 受賞歴
- 1929年 IRE モーリス・N・リーブマン記念賞
- 1933年 ヒューズ・メダル
- 1937年 ベーカリアン・メダル
- 1946年 ファラデー・メダル
- 1947年 ノーベル物理学賞
- 1950年 ロイヤル・メダル、アルバート・メダル
- 1962年 IRE栄誉賞（IEEE栄誉賞の前身）